# علاقه (فیلم ۱۹۷۶)
مورد علاقه (روسی: Фаворит) یک فیلم روسی دو قسمتی دربارهٔ رمان کارآگاهی نویسنده انگلیسی دیک فرانسیس دد سِرت است. برای اولین بار تلویزیون مرکزی شوروی در ۱۳ و ۱۴ سپتامبر ۱۹۷۷ به نمایش درآمد.

## داستان
پس از مرگ بیل دیویدسون در مسابقات، دوست او، آلن یورک، سوارکار می‌فهمد که این یک تصادف نبوده‌است.

## موسیقی متن
این فیلم به‌طور فعال از موسیقی جان لنون از آلبوم تصور کن استفاده می‌کند.